# Võ đường đại náo
Võ đường đại náo (tiếng Trung: 臨時決鬥, tiếng Anh: Hit N Fun) là một bộ phim điện ảnh Hồng Kông thuộc thể loại hài – chính kịch ra mắt vào năm 2025 do Mạch Khải Quang làm đạo diễn kiêm viết kịch bản, với sự tham gia diễn xuất của các diễn viên gồm Cổ Thiên Lạc, Lương Vịnh Kỳ, Vương Đan Ni, Châu Tú Na, Hồ Tử Đồng, Trương Văn Kiệt, Vương Doãn Tinh, Trần Trạm Văn, và Dương Thi Mẫn. Tác phẩm theo chân Lâm Tuyết – một nữ doanh nhân giàu có thách đấu với Tôn Nhã Vân – võ sĩ vô địch Muay Thái trong một trận đấu quyền anh, từ đó cô bắt đầu tham gia tập luyện và định hướng cuộc sống của bản thân dưới sự huấn luyện của cựu võ sĩ Chung Lỗi.
Sau thành công của bộ phim Tết Cướp xong chạy (Rob N Roll), đạo diễn Mạch Khải Quang bắt đầu phát triển bộ phim tiếp theo của mình với sự góp sức hỗ trợ của Cổ Thiên Lạc và nhà biên kịch Lăng Hạo Nhiên. Tháng 7 năm 2024, ông chuyển dự án của mình thành bộ phim Tết thứ hai trong bối cảnh không có tác phẩm nào cùng thuộc thể loại đó được đưa vào sản xuất. Sau ba tháng phát triển, bộ phim được ghi hình tại Hồng Kông và Ma Cao trong 20 ngày không liên tục từ ngày 22 tháng 10 đến ngày 28 tháng 11 năm 2024, riêng phần hậu kỳ được hoàn tất vào tháng 12 cùng năm.
Võ đường đại náo có buổi công chiếu lần đầu tại Studio City ở Ma Cao vào ngày 18 tháng 1 năm 2025, sau đó tác phẩm được phát hành tại Hồng Kông vào ngày 28 tháng 1 năm 2025 và tại Việt Nam vào ngày 28 tháng 2 cùng năm. Sau khi ra mắt, tác phẩm nhận về những lời nhận xét trái chiều từ giới chuyên môn và là một thất bại về doanh thu khi chỉ thu về 10 triệu HKD, dù cho đã xuất sắc trở thành bộ phim Tết có doanh thu cao nhất được phát hành tại Hồng Kông trong dịp Tết Nguyên đán.

## Nội dung
Chung Lỗi là một cựu võ sĩ người Ma Cao từng vô địch Muay Thái, giờ đây anh đang đứng trên bờ vực phá sản vì phòng tập gym của anh hiện đang vô cùng ế ẩm, thậm chí nhóm khách hàng duy nhất đăng ký trong phòng tập của anh chỉ là những cô gái muốn giữ dáng để tìm bạn trai hoặc những công dân lớn tuổi đang tìm nơi để ngủ trưa. Bỗng một hôm, sau khi phát hiện người tình Daniel phản bội mình để theo đuổi Tôn Nhã Vân – một nữ võ sĩ vô địch Muay Thái, Lâm Tuyết – một nữ doanh nhân chuyên ngành quảng cáo – đã xông thẳng tới phòng tập, quyết tâm chuẩn bị cho một trận quyết đấu với tình địch, và trong hành trình này, cô dần nhận ra có những điều đáng giá trong cuộc sống hơn là việc đánh bại đối thủ. Trước sự thay đổi về cách nghĩ của Lâm Tuyết, Chung Lỗi cũng có động lực để suy nghĩ lại về mục đích sống và đam mê của mình.

## Diễn viên
- Cổ Thiên Lạc trong vai Chung Lỗi, một cựu võ sĩ đã hết thời từng vô địch Muay Thái, nay trở thành một huấn luyện viên điều hành phòng tập gym đang có nguy cơ bị phá sản.[11]
- Lương Vịnh Kỳ trong vai Mạc Gia Lê, vợ của Chung Lỗi và là một diễn viên hết thời.[11]
- Vương Đan Ni trong vai Lâm Tuyết, một doanh nhân đang đảm nhận chức vụ giám đốc của ngành quảng cáo, và là người thách đấu với Tôn Nhã Vân trong trận đấu quyền anh.[11]
- Châu Tú Na trong vai Tôn Nhã Vân, một nữ võ sĩ vô địch Muay Thái và là đối thủ của Lâm Tuyết, từng là học trò cũ của Chung Lỗi.[11]
- Hồ Tử Đồng trong vai Cao Thu, một võ sĩ Muay Thái và là học trò trẻ tuổi nhất của Chung Lỗi.[12]
- Trương Văn Kiệt trong vai Trần Vĩ Bân, chủ sở hữu phòng tập gym và từng là học trò cũ của Chung Lỗi.[12]
- Vương Doãn Tinh trong vai Chung Ý, con gái của Chung Lỗi và Mạc Gia Lê.[12]
- Trần Trạm Văn trong vai Daniel, một họa sĩ đang hẹn hò với Tôn Nhã Vân và từng là người yêu cũ của Lâm Tuyết.[11]
- Dương Thi Mẫn trong vai Lâm Bích Thu, quản lý của Mạc Gia Lê và là dì của Lâm Tuyết.[12]

Ngoài ra, bộ phim còn có sự tham gia diễn xuất của Ngũ Doãn Long trong vai Vương Thập, một võ sĩ vô địch quyền anh gốc Pattaya và là đồng đội của Chung Lỗi; Kiều Tịnh Phu trong vai Kiều Tình Phu, một nhà từ thiện đang tìm mua phòng tập gym của Chung Lỗi; Vương Dung Nhân và Trần Hiến Lược trong các vai Lý Băng Nhi (Bingo) và Trần Lôi (Ringo), hai trợ lý của Lâm Tuyết; và La Vĩnh Xương trong vai Hoàng, một nhà sản xuất điện ảnh. Bên cạnh đó, Trần Huệ Mẫn xuất hiện trong phim với tư cách khách mời thông qua vai diễn nữ y tá. Trịnh Đan Thụy cũng được vào vai phụ trong phim, nhưng sau này vai diễn của ông không được xuất hiện ở bản chiếu rạp.